# Suppasit Jongcheveevat
Suppasit Jongcheveevat (bekannt als Mew Suppasit, * 21. Februar 1991 in Nonthaburi, Thailand, Thai: ศุภศิษฏ์ จงชีวีวัฒน์, Spitzname Mew (Thai: มิว)) ist ein thailändischer Schauspieler, Model, Sänger und Songwriter.
Er gründete das Unternehmen Mew Suppasit Studio. Er ist bekannt für seine Rolle als Tharn in TharnType: The Series. Jongcheveevat veröffentlichte am 1. August sein Debütalbum, 365, das auf Platz 3 der Worldwide-iTunes-Album-Chart einstieg. Er ist der erste thailändische Künstler, der es mit 5 seiner Songs in die Top 10 der Billboard's World Digital Song Chart schaffte.

## Frühes Leben und Ausbildung
Jongcheveevat wurde am 21. Februar 1991 geboren. Sein Vater ist Boonsak Jongcheveevat und der Name seiner Mutter ist Suporn Jongcheveevat. Er hat eine jüngere Schwester, Jomkwan Jongcheveevat. Er absolvierte die High School der Kasetsart University Laboratory School (Satit Kaset) mit den Hauptfächern Naturwissenschaften und Mathematik.
Für seinen Bachelor studierte er an der Kasetsart University mit dem Schwerpunkt Wirtschaftsingenieurwesen und schloss sein Studium an der Kasetsart University mit erstklassiger Auszeichnung (Goldmedaille) ab. Anschließend studierte er seinen Master in Wirtschaftsingenieurwesen an der Chulalongkorn University. Derzeit promoviert er in Wirtschaftsingenieurwesen an der Chulalongkorn University.
Am 15. März 2018 gründete Jongcheveevat seinen Fanclub mit dem Namen Mewlions – ein Kofferwort aus seinem Spitznamen Mew und dem Wort Millionen.

## Karriere

### Karriere als Schauspieler
Jongcheveevat begann seine Schauspielkarriere 2017 in der thailändischen Serie I Am Your King (2017). Vor den Dreharbeiten zu I Am Your King wurde Jongcheveevat in der thailändischen Version der australischen Mock-Dating-Reality-Show Take Me Out Thailand gecastet. Anschließend nahm er auch am Spin-off Take Me Out Reality Thailand teil, bei dem die Teilnehmer typische Dating-Aktivitäten wie Picknick-Dates, Themenparks usw. unternehmen.
Im folgenden Jahr wurde Jongcheveevat in seiner ersten Hauptrolle in der BL-Serie What The Duck: The Series (2018) als "Pree" besetzt. Aufgrund der Popularität der Serie wurde angekündigt, dass eine zweite Staffel mit den Dreharbeiten beginnt. Am 18. März 2019 wurde What The Duck 2: The Final Call zum ersten Mal auf LINE TV ausgestrahlt.
Anfang 2019 wurde bekannt, dass Jongcheveevat die Hauptrolle des "Tharn" in TharnType: The Series, ausgestrahlt von GMM One und Line TV, spielen wird. Die Serie wurde sowohl in Thailand als auch beim internationalen Publikum sofort beliebt.

Jongcheveevat wurde bei den LINE TV Awards 2020 für die "Beste Kussszene" in TharnType: The Series ausgezeichnet. Jongcheveevat ist auch in der Februar-Ausgabe von Harper’s Bazaar Thailand im Zusammenhang als erstes BL-Paar erschienen das solch eine Kussszene gedreht hat. Aufgrund eines immensen Andrangs auf den Artikel nach dessen Veröffentlichung, stürzte die Website von Harper’s Bazaar Thailand ab.

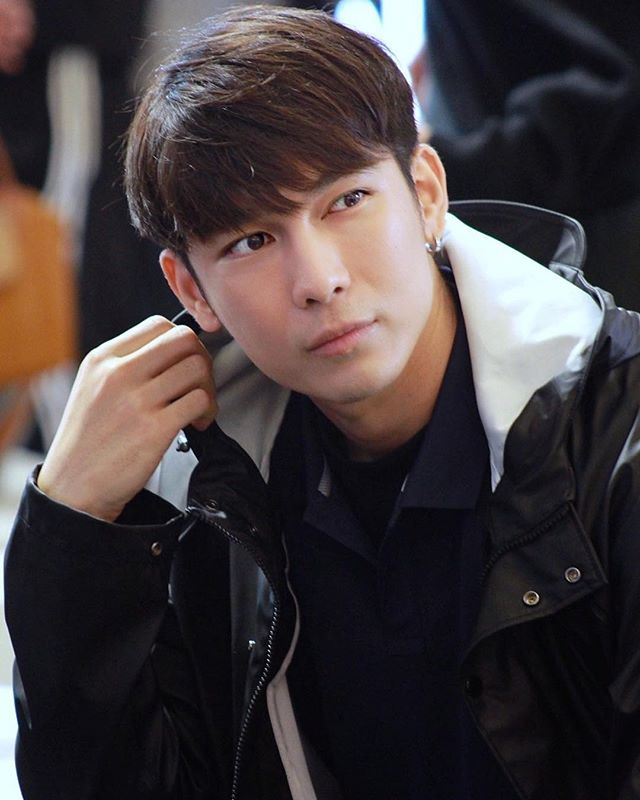
Suppasit Jongcheveevat (Mew)

Mit der positiven Resonanz auf TharnType wurde eine zweite Staffel angekündigt. Aufgrund der globalen Pandemie des neuartigen COVID-19 wurde die Produktion verschoben, um die Sicherheit der Schauspieler und der Crew zu gewährleisten. TharnType The Series 2: 7 Years of Love feierte am 6. November 2020 Premiere.
Jongcheveevat hatte zusammen mit seinem Co-Star Gulf Kanawut Traipipattanapong einen Gastauftritt in der Serie Why R U? als Tharn.
Jongcheveevat spielte in einem kurzen Actionfilm namens Undefeated von Garena Free Fire TH zusammen mit Yaya Urassaya und Luke Voyage mit. Es wurde am 9. März 2021 veröffentlicht.
In der Miniserie Superแม้น im Rahmen des Drama For All-Projekts von Thai PBS spielte Jongcheveevat die Rolle des "Maen". Dieses Projekt ist ein experimentelles Fernsehprogramm, das darauf abzielt, eine Kommunikationsgrenze in der Gesellschaft zu erweitern, in der auch Menschen mit Seh- und Hörstörungen die Serie genießen können. Die zwei Episoden umfassende Kurzserie wurde am 21. und 22. August 2021 ausgestrahlt.
Im Drehzeitraum von The Ocean Eyes im März 2022 bis Juni 2022 war Jongcheveevat sowohl als Schauspieler als auch als Executive Producer beteiligt. An der Produktion von The Ocean Eyes sind neben Rick McCallum, dem Produzenten der Star Wars Special Editions, auch Herbert Primig, dem Produzenten der Star Wars: The Clone Wars Serie und Henry Gilroy, dem Co-Writer der Star Wars: The Clone Wars Serie, beteiligt.
Im Juli 2022 fanden die Dreharbeiten zum Koreanisch-Thailändischen Boys Love Drama Love Is Like A Cat statt, in dem Jongcheveevat neben den Mitgliedern JM und Geonu der Südkoreanischen Boyband Just B, sowie dem koreanischen Schauspieler Kim Kyoung Seok die Rolle des "Piuno" spielt.
In dem von März 2023 bis Mai 2023 auf Channel One 31 ausgestrahltem Drama Bad Love (Thai: รัก/ร้าย - Rak Rai), gehörte Jongcheveevat in der Rolle des "Banthao" mit Davikah Hoorne und Jes Jespipat zu den Hauptdarstellern. Zeitgleich spielte er die Rolle des "Pop Purim" in der romantischen Comedy Serie Love Me Again von VIU Thailand, zusammen mit Lapassalan Jiravechsoontornkul als "Bee".
Seit Juli und August 2023 finden die Dreharbeiten zum japanischen Schuldrama Mr Hiiragi's Homeroom statt, in welchem Jongcheveevat die Rolle des "Kru Ruo" innehat. Zugleich übernimmt er die Rolle des "Klao" im Remake des Musical-Romance-Films Mon Rak Luk Thung (Thai: มนต์รักลูกทุ่ง).

### Karriere als Sänger
Jongcheveevat gab sein offizielles Debüt als Sänger bei der Veröffentlichung seiner ersten Single mit dem Titel Season of You am 1. August 2020. Der Song und das Musikvideo wurden durch eine globale Pressekonferenz mit dem Hashtag #SeasonOfYouGlobalPress weltweit veröffentlicht und waren weltweit und in 16 weiteren Standorten auf Twitter Trend Nummer 1. Es wurde am 1. August mit über 1,2 Millionen Tweets zum am häufigsten getwitterten Hashtag.
Am 19. November 2020 veröffentlichte Jongcheveevat seine zweite Single mit dem Titel Nan Na. In einer globalen Pressekonferenz am selben Tag kündigte er mehrere zukünftige Projekte an, darunter ein komplettes Album und eine Dramaserie mit dem vorläufigen Titel „Aquarium Man“, mit ihm als männlicher Hauptdarsteller und ausführender Produzent.
Am 4. Februar 2021 veröffentlichte Jongcheveevat seine dritte Single mit dem Titel GOOD DAY.
Jongcheveevat veröffentlichte am 14. März 2021 seine vierte Single mit dem Titel THANOS. Dieser Song ist eine Ballade über das Wollen und der Möglichkeit aus dem Leben eines Menschen zu verschwinden. Das Musikvideo zeigte die thailändische Schauspielerin Min Pechaya.
Am 18. Juni 2021 veröffentlichte Jongcheveevat seine fünfte Single mit dem Titel Summer Fireworks, seinen ersten internationalen Song mit vollständigen englischen Texten, der von ihm selbst geschrieben und komponiert wurde. Jongcheveevat schrieb und widmete dieses Lied einem Fan namens Summer, der ihm im Jahr zuvor einen Brief geschickt hatte, aber leider verstorben ist.
Am 1. August 2021, anlässlich des einjährigen Jubiläums seines offiziellen Debüts als Sänger, veröffentlichte Jongcheveevat sein Debütalbum mit dem Titel 365 zusammen mit dem Musikvideo der Promo-Single des Albums Drowning, einem weiteren Song, den er selbst schrieb und komponierte. Das Album debütierte auf Platz 3 der weltweiten iTunes-Album-Charts. Es erreichte Platz 1 in 18 Ländern, darunter Thailand, und erreichte an 43 Standorten die Top 100 der Charts (Platz 2 in Japan, Platz 4 in Australien und Platz 11 in den USA). Mit dem Erfolg des Albums wurde Jongcheveevat der erste und einzige thailändische Künstler, der ein Album debütierte und gleichzeitig Platz 13 im iTunes Global Digital Artist Ranking erreichte.
Fünf der Songs des Albums schafften es in die Billboard World Digital Song Sales Charts, in denen der Song Drowning auf Platz 4 stieg, dicht gefolgt von Missing You ft. Zom Marie (Platz 5), Let Me Be ft. Autta (Platz 6), More and More (Platz 7) und schließlich Time Machine (Platz 8). Jongcheveevat ist der erste thailändische Künstler, der in diese Chart aufgenommen wurde.
Jongcheveevat arbeitete mit dem amerikanischen Sänger und Songwriter Gavin Haley zusammen. Die Akustikversion des Songs The Way I Am und das dazugehörige Musikvideo wurden am 25. August 2021 veröffentlicht.
Am 5. Oktober 2021 veröffentlichte Mew Suppasit Studio das "Global Collaboration Project", in welchem Jongcheveevat gemeinsam mit anderen internationalen Künstlern arbeitet und Musik produziert. Die erste Single in diesem Projekt ist SPACEMAN, welche vom englischen Duo HONNE produziert und geschrieben wurde. Beim Asia Song Festival 2021, bei dem Jongcheveevat repräsentativ für Thailand auftrat, performte er das erste Mal live diesen Song. Nach seiner Veröffentlichung auf iTunes stieg SPACEMAN an über 40 Standorten in die Charts ein und stieg an 20 Standorten auf Platz 1 auf. Außerdem belegte es Platz 7 der weltweiten iTunes-Songcharts. SPACEMAN schaffte es acht aufeinanderfolgende Wochen lang in die Hot Trending Songs-Charts von Billboard und erreichte Platz 2 der Wochen-Charts und Platz 1 der 24-Stunden-Charts. Damit war Jongcheveevat der erste thailändische und südostasiatische Act, der in die besagten Charts aufgenommen wurde.
Für den zweiten Teil seines Global Collaboration Project arbeitete Jongcheveevat mit dem koreanischen Singer-Songwriter Sam Kim zusammen, der nicht nur in dem Song mitwirkte, sondern auch deren gemeinsame Single mit dem Titel „Before 4:30 (She Said...)“ schrieb und produzierte. Sie wurde am 20. Dezember 2021 veröffentlicht. Es stieg an 53 Standorten in die iTunes-Songcharts ein und erreichte in 21 Ländern Platz 1 und brach damit Jongcheveevats bisherigen Rekord mit SPACEMAN. Darüber hinaus schaffte es der Song an 41 Orten, darunter in den USA, auf Platz 1 der iTunes R&B-Song-Charts und auf Platz 10 der weltweiten iTunes-Song-Charts. Das Musikvideo mit Jongcheveevat und Sam Kim neben Miss Universe Thailand 2021 Anchilee Scott-Kemmis wurde offiziell im Rahmen einer Pressekonferenz am 20. Dezember 2021 im River Park, ICONSIAM, vorgestellt. Der Livestream der Pressekonferenz verzeichnete über 2,9 Millionen Aufrufe Chinesische Microblogging-Website Weibo.
Am 8. Juli 2022 veröffentlichte Jongcheveevat in Kollaboration mit dem südkoreanischen R&B Künstler BUMKEY seine dritte Single des Global Collaboration Projects, "FOREVER LOVE".
Die vierte Single seines Global Collaboration Projects produzierte Jongcheveevat gemeinsam mit SUHO, einem Mitglied der Südkoreanischen Boygroup EXO. Der Song trägt den Namen "Turn Off The Alarm" und wurde am 23. Oktober 2022 veröffentlicht.

## Mew Suppasit Studio und andere Projekte
Im Mai 2020 wurde sein Management-Team unter dem Namen Mew Suppasit Studio ins Leben gerufen, wobei Jongcheveevat selbst CEO ist. Das Team ist für offizielle Auftritte in Bezug auf Jongcheveevat und seine Bemühungen verantwortlich.
Im November 2022 wurde Mew Suppasit Studio geschlossen.
Jongcheveevat ist der Markenbotschafter mehrerer Unternehmen, u. a. Skechers in Südostasien und der Haushaltsgerätemarke Candy Home Appliances. Er ist in mehreren thailändischen Fernsehsendern aufgetreten, darunter Channel 3, Workpoint und Channel 7 HD. Suppasit war auch das Cover mehrerer Magazine wie L'Officiel Hommes Thailand, Elle Thailand, Cosmopolitan Indonesia, Kazz Magazin, Lips Garçon, Praew Magazine, The Guitar Mag und vielen anderen.
Am 2. September 2020 gab Cosmopolitan Indonesia bekannt, dass Jongcheveevat auf dem Cover der Ausgabe zum 23. Jahrestag erscheinen werde. Er ist der erste Mann, der auf dem Cover von Cosmopolitan Indonesia zu sehen ist. Außerdem war er der erste thailändische Mann, der auf dem Cover des Elle Thailand Magazins abgebildet wurde.
Am 2. Februar 2021 wurde bekannt gegeben, dass Jongcheveevat neben June Teeratee einer der MCs von T-Pop Stage ist. Die Show soll eine „neue Erfahrung der thailändischen Popindustrie“ vermitteln.
Am 21. Februar 2021 veranstaltete Jongcheveevat ein Online-Geburtstagskonzert mit dem Titel MEW: Once Upon A Time B-Day Live Concert über die Livestreaming-Plattform V Live.
Jongcheveevat war einer der Referenten bei der Wissensgesprächsveranstaltung THAILAND TOMORROW von workpointTODAY, die am 27. März 2021 in einem virtuellen Konferenzformat übertragen wurde. Er diskutierte über das Thema "Soft Power" und die Chancen der thailändischen Unterhaltungsindustrie auf dem Weltmarkt.
Am 21. April 2021 wurde Jongcheveevat als einer der "Coaches" bei CI Talks vorgestellt, einer Online-Plattform, die Videogespräche und interaktive Workshops bietet. Am 2. Juni 2021 teilte er seine schauspielerische Insider-Geschichte in einem speziellen Interview mit Fahsai Paweensuda.
Am 17. Mai 2021 wurde Jongcheveevat als besonderer Gast zu Arirangs Simply K-Pop Con-Tour Thailand eingeladen, bei der er von GOT7s BamBam interviewt wurde.
Jongcheveevat war Model sowohl für die digitale als auch die Hardcover-Ausgabe von L'Officiel Hommes Thailand 2021, in der er als CEO, Schauspieler und Sänger Mew Suppasit Jongcheveevat aufgeführt ist.
Am 26. November 2020 war Jongcheveevat zu Gast bei The Wall Song auf Workpoint 23, als derjenige, der hinter der Wand singt. Am 19. August 2021 trat er als „SuperStar“ auf, wobei die Person hinter der Mauer Amanda Obdam, Miss Universe Thailand 2020, war.

## Auszeichnungen
Am 2. September 2020 zierte Jongcheveevat das Cover der Cosmopolitan Indonesia für ihre 23. Jubiläumsausgabe. Er ist der erste Mann, der auf dem Cover von Cosmopolitan Indonesia zu sehen ist.
Am 25. September 2020 hielt Jongcheveevat mit TedxKasetsartU einen TED-Talk über Selbstwertgefühl.
Jongcheveevat ist der erste thailändische Mann, der auf dem Cover des Magazins Elle Thailand zu sehen ist.
Jongcheveevat wird vom Howe Magazine in dessen 102. Ausgabe als eines von "The 50 Influential People" aufgenommen, welches 50 berühmte Influencer, Geschäftsleute und Führungskräfte zusammenführt, die in mehreren Bereichen erfolgreich waren.
Nach der Veröffentlichung seines Debütalbums mit dem Titel 365 am 1. August 2021 übernahm Jongcheveevat mit allen fünf seiner neu veröffentlichten Songs aus diesem Album die Hälfte der weltweiten Digital Song Sales Top 10 Charts von Billboard, was ihm den Titel „Multi-Hyphenate Thai Superstar“ von Forbes und World Music Awards einbrachte.

## Filmografie

### Film
| Jahr | Titel       | Rolle | Bemerkung                        |
| ---- | ----------- | ----- | -------------------------------- |
| 2021 | Undefeated  | Sho   | Kurzfilm von Garena Free Fire TH |
| TBA  | The Package | Park  | Film von TrueID                  |

### Fernsehen
| Jahr | Titel                                         | Rolle                   | Kanal                                 | Bemerkung                                                         |
| ---- | --------------------------------------------- | ----------------------- | ------------------------------------- | ----------------------------------------------------------------- |
| 2014 | Ban Tuk Kam (บันทึกกรรม)                        | Top                     | Channel 3                             | Episode: La Taem (ล่าแต้ม) Gastrolle                                |
| 2014 | Ban Tuk Kam (บันทึกกรรม)                        | Get                     | Channel 3                             | Episode: Game Na Rok Deead (เกมนรกเดือด) Gastrolle                 |
| 2014 | Ban Tuk Kam (บันทึกกรรม)                        | Max                     | Channel 3                             | Episode: Kwam Lab(Rak)Kong Sup Tar (ความลับ(รัก)ของเซเลป) Gastrolle |
| 2014 | Soot Ruk Chun La Moon (สูตรรักชุลมุน)             |                         | Channel 3                             | Episode 4: Jao Kwang noi (เจ้ากวางน้อย) Gastrolle                   |
| 2014 | Rak Jing Ping Ger (รักจริงปิ๊งเก้อ)                |                         | Channel 3                             | Episode: Happy Bad Day Gastrolle                                  |
| 2015 | Liam Jone (เหลี่ยมโจร)                          | Mek                     | ONE 31                                | Episode: Nee Bad (หนี้บัตร) Gastrolle                                |
| 2017 | I AM YOUR KING ผมขอสั่งให้คุณ                     | Teacher Peem            | 9NAA Channel                          | Gastrolle                                                         |
| 2018 | What The Duck รักแลนดิ้ง                         | Pree                    | LINE TV                               | Hauptrolle                                                        |
| 2019 | What The Duck Final Call Season2              | Pree                    | LINE TV                               | Hauptrolle                                                        |
| 2019 | TharnType The Series                          | Tharn                   | ONE 31                                | Hauptrolle                                                        |
| 2020 | Why R U?                                      | Tharn                   | ONE 31                                | Gastrolle                                                         |
| 2020 | TharnType 2: 7 Years of Love                  | Tharn                   | ONE 31                                | Hauptrolle                                                        |
| 2021 | Drama For All: Super แม้น                      | Maen                    | Thai PBS                              | Hauptrolle                                                        |
| 2022 | Factory of Love (โรงงานบรรจุรัก)                | Nont                    | Workpoint TV                          | Hauptrolle                                                        |
| 2022 | Innocent Lies (บ่วงวิมาลา)                      | Dan                     | Channel 7                             | Gastrolle                                                         |
| 23   | Love Hurts (รักร้าย)                            | Bunthao Pattasak (Thao) | ONE 31                                | Main Role                                                         |
| 23   | Love Me Again                                 | Pop Purim               | Viu Thailand                          | Main Role                                                         |
| 23   | The Wind Blows Through the Stars (ลมพัดผ่านดาว) |                         | Channel 7                             | Gastrolle                                                         |
| TBA  | Love is like a Cat (사랑은 고양이처럼)        | Piuno                   | BLM (Beautiful Lovestory & Metaverse) | Hauptrolle                                                        |
| TBA  | The Ocean Eyes                                | Dr. Natee               |                                       | Hauptrolle Executive Producer                                     |
| TBA  | HOMEROOM 29 hostages (HOMEROOM 29 ตัวประกัน)    | Wynn                    | TrueID TV                             | Hauptrolle                                                        |
| TBA  | Mon Rak Luk Thung (มนต์รักลูกทุ่ง)                 | Khlao                   | Channel 3                             | Hauptrolle                                                        |

### TV / Shows
| Jahr | Titel                                      | Rolle         | Kanal         | Bemerkung                  |
| ---- | ------------------------------------------ | ------------- | ------------- | -------------------------- |
| 2017 | Take Me Out Thailand                       | Gast          | TV Thunder    | EP 17 S11                  |
| 2017 | Take Me Out Reality                        | Cast Member   | TV Thunder    | S2 EP 1-5                  |
| 2020 | 6 Scenes (หกฉากครับจารย์)                    | Festbesetzung | Workpoint TV  | -                          |
| 2020 | Preawpak 2020 (เปรี้ยวปาก 2563)              | Gast          | Channel 3     | EPs. 1, 48                 |
| 2020 | Love Delivery Fest by UNICEF               | Gast          | Workpoint TV  | -                          |
| 2020 | The Wall Song (The Wall Song ร้องข้ามกำแพง)  | Gast          | Workpoint TV  | EP. 12                     |
| 2021 | Sound Check                                | Gast          | One 31        | EPs. 2, 43                 |
| 2021 | Blue Carpet Show for UNICEF                | Gast          | Channel 7     | -                          |
| 2021 | โต๊ะนี้มีจอง (WHO IS MY CHEF)                  | Gast          | Workpoint TV  | Ep. 100                    |
| 2021 | T-POP STAGE                                | Moderator     | Workpoint TV  | 8. Februar – 5. April 2021 |
| 2021 | เลดี้พลาซ่า (Lady Plaza)                      | Gast          | Workpoint TV  | Eps. 128, 173-174          |
| 2021 | Follow My Fellow                           | Festbesetzung | POPS Thailand | EPs. 1–5, 32-34            |
| 2021 | ก็มาดิคร้าบ (JOKER FAMILY)                    | Gast          | Workpoint TV  | EP. 8                      |
| 2021 | Hollywood Game Night Thailand              | Gast          | Channel 3     | EP. 12                     |
| 2021 | ตีท้ายครัว                                    | Gast          | Channel 3     | EP. 69                     |
| 2021 | Simply K-Pop CON-TOUR                      | Gast          | Arirang TV    | EP. 468                    |
| 2021 | The Wall Song (The Wall Song ร้องข้ามกำแพง)  | Gast          | Workpoint TV  | EP. 50                     |
| 2021 | The Money Drop Thailand เดอะมันนี่ดรอปไทยแลนด์ | Gast          | Channel 7     | EPs. 67-69                 |
| 2021 | I Can See Your Voice Thailand              | Gast          | Workpoint TV  | EP. 285                    |
| 2022 | The Golden Song เวทีเพลงเพราะ 4             | Gast          | One 31        | EP. 6                      |
| 2022 | Sound Check                                | Gast          | One 31        | EP. 28                     |
| 2022 | Magic Wars (ศึกมายากล)                      | Gast          | Workpoint TV  | EPs. 6, 13                 |
| 2022 | เวลากามเทพ in concert                      | Gastsänger    | One 31        | -                          |
| 2022 | Simply K-Pop CON-TOUR                      | Special Guest | Arirang TV    | EP. 530                    |
| 2022 | ฮัลโหลซุปตาร์ (Hello Superstar)               | Gast          | Channel 7     | -                          |
| 2023 | เจาะใจ Johjai                              | Gast          | MCOT HD       | EP. 5                      |
| 2023 | Thairath Talk                              | Gast          | Thairath TV   | -                          |
| 2023 | เรื่องของเรื่อง                                | Gast          | One 31        | EP. 21                     |
| 2023 | เลดี้พลาซ่า (Lady Plaza)                      | Gast          | Workpoint TV  | Ep. 274                    |

### TV-Werbungen
| Jahr | TV-Werbung                        | Bemerkung       |
| ---- | --------------------------------- | --------------- |
| 2016 | Solmax Forte Cough Syrup          | -               |
| 2017 | Sappe Beauti Drink (Active Force) | with Seo-Jiyeon |
| 2017 | KFC1150 เบอร์ของเรา                | -               |

### Auftritte in Musikvideos
| Jahr | Song                                                          | Künstler                      |
| ---- | ------------------------------------------------------------- | ----------------------------- |
| 2009 | จะรักหรือไม่รัก Feat.กระแต (Will you love me or not?) Feat.Kratae | Dr.Fuu                        |
| 2011 | คำถามอยู่ที่ฉัน คำตอบอยู่ที่เธอ (Question is on me, answer is on you.) | Pancake (Band)                |
| 2012 | แฟนน่ารัก (Pretty boyfriend)                                    | Olives                        |
| 2017 | ภาพถ่าย (Photograph)                                           | Retrospect                    |
| 2020 | It takes two                                                  | STAMP                         |
| 2021 | Blush                                                         | Zom Marie                     |
| 2021 | ไม่ต้องพยายาม (Don't Try)                                       | The Glass Girls (Unit Grande) |
| 2023 | CLOSER (Clothes Off)                                          | MATCHA                        |

## Diskografie

### Singles
| Datum             | Song                                    | Künstler                                                                                     |
| ----------------- | --------------------------------------- | -------------------------------------------------------------------------------------------- |
| 1. August 2020    | Season of You (ทุกฤดู)                    | Erste Single                                                                                 |
| 19. November 2020 | Nan Na                                  | Zweite Single feat. NICECNX                                                                  |
| 4. Februar 2021   | Good Day                                | Dritte Single                                                                                |
| 14. März 2021     | Thanos                                  | Vierte Single                                                                                |
| 18. Juni 2021     | Summer Fireworks                        | Fünfte Single                                                                                |
| 1. August 2021    | Drowning                                | Sechste Single/ Album Promotion                                                              |
| 17. Oktober 2021  | SPACEMAN                                | Siebte Single, 1. Single Global Collaboration Project (produziert und geschrieben von HONNE) |
| 20. Dezember 2021 | "Before 4:30 (She said...)" mit Sam Kim | Achte Single 2. Single Global Collaboration Project                                          |
| 31. Dezember 2021 | "Season of You" (Winter Version)        |                                                                                              |
| 31. Dezember 2021 | "SPACEMAN" (Acoustic Version)           |                                                                                              |
| 8. Juli 2022      | "Forever Love" (feat. Bumkey)           | Neunte Single 3. Single Global Collaboration Project                                         |
| 23. Oktober 2022  | "Turn off the Alarm" (feat. Suho)       | Zehnte Single 4. Single Global Collaboration Project                                         |

### Alben
| Veröffentlichungsdatum | Album Titel | Tracks |
| ---------------------- | ----------- | --- |
| 1. August 2021         | 365         | 1. Good Day 2. THANOS 3. Missing You (ft. Zom Marie) 4. Nan Na (ft. NICECNX) 5. Drowning 6. Time Machine 7. Summer Fireworks 8. Let Me Be (ft. AUTTA) 9. More and More 10. Season of You |

### Andere Musikprojekte
| Datum              | Song                                       | Bemerkung                                          |
| ------------------ | ------------------------------------------ | -------------------------------------------------- |
| 26. Juni 2019      | คุณครับ (You)                                | TunwalaixTharnType                                 |
| 6. Januar 2020     | ขอแค่เธอ (Hold Me Tight) (Acoustic Version) | Ost.TharnType The Series เกลียดนักมาเป็นที่รักกันซะดีๆ     |
| 8. September 2020  | Season of You (ทุกฤดู)                       | Live in a day                                      |
| 9. September 2020  | กาลครั้งหนึ่ง + Season of You                  | SingสิBro EP1 (with Stamp Apiwat)                   |
| 16. September 2020 | เจ้าหญิง Cover                               | Mew Suppasit x 1jakkawal                           |
| 8. Dezember 2020   | At My Worst (Cover)                        | Original by Pink Sweat$                            |
| 6. Januar 2021     | Just The Way You Are (Cover)               | Original by Bruno Mars                             |
| 20. Juni 2021      | บอกฉัน (Tell Me)                            | JOOX "100x100" Season 3 Special                    |
| 6. August 2021     | ก่อนรักกลายเป็นเกลียด (Love-Hate)              | Violette Wautier x Mew Suppasit (Free Fire 4 FEST) |
| 25. August 2021    | The Way I Am                               | Gavin Haley x Mew Suppasit                         |
| 7. September 2021  | ผิดที่เป็นฉัน                                   | INDIGO x Mew Suppasit                              |
| 21. September 2021 | Bad Habits (Cover)                         | Original by Ed Sheeran                             |
| 26. November 2021  | เป็นทุกอย่าง (Original by Room39)             | ชวนน้องมาร้องเพลง Project by LOVEiS Entertainment    |

### Soundtracks
| Jahr | Titel             | Soundtrack                    |
| ---- | ----------------- | ----------------------------- |
| 2022 | Our Time          | เวลากามเทพ (Cupid's Time) OST |
| 2023 | พร้อมทำแทนได้ทุกอย่าง | Ost. TANMAN - แทนแมน ทำแทนได้  |
| 2023 | บรรเทา            | รักร้าย (Bad Love) OST          |

## Showcase, Konzerte und Fantreffen

### Showcase
| Datum              | Event Name                                                  | Ort                            |
| ------------------ | ----------------------------------------------------------- | ------------------------------ |
| 1. August 2020     | Season of You Global Press Conference                       | Serealscape Studio             |
| 20. September 2020 | MSS Across The Universe Showcase                            | KBank Siam Pic-Ganesha Theatre |
| 19. November 2020  | Global Press Conference, Mew Suppasit - 2nd Single 'Nan Na' | Union Hall                     |

### Konzerte
| Datum             | Event Name                                   | Ort                       |
| ----------------- | -------------------------------------------- | ------------------------- |
| 31. Dezember 2020 | MSS COUNTDOWN CONCERT                        | Live Streaming by V LIVE  |
| 21. Februar 2020  | MEW Once Upon a Time B DAY LIVE CONCERT      | Live Streaming by V LIVE+ |
| 21. Februar 2021  | Mew Suppasit B.Day Live Concert Made for Two | Live Streaming            |
| 3. Mai 2023       | Mew Suppasit Music Theater (Japan)           | Kanagawa Kenmin Hall      |

### Fan Meetings
| Datum            | Event Name                                               | Ort                                                            |
| ---------------- | -------------------------------------------------------- | -------------------------------------------------------------- |
| 2. Februar 2020  | Mew Special Hour                                         | M Theatre                                                      |
| 9. Februar 2020  | TharnType The Series Fan Meeting in Bangkok              | Union Hall                                                     |
| 15. Februar 2020 | MEW and I: Mew Suppasit 1st Live and Meet in Manila 2020 | Teatrino Promenade Greenhills, Philippines                     |
| 31. Oktober 2022 | MSS Halloween Party 2022                                 | Union Hall @ Union Mall                                        |
| 4. November 2022 | Mew Suppasit 1st Fan Meeting in Japan                    | Nakano Sunplaza Hall                                           |
| 28. Januar 2023  | Mew Suppasit 1st Solo Fanmeeting in Korea                | Auditorium of Sungshin Women's University Unjeong Green Campus |
| 11. Februar 2023 | Mew Suppasit 2023 Birthday Fanmeeting                    | Union Hall Bangkok                                             |
| 12. Mai 2023     | Mew My Universe 1st Fan Meeting in Indonesia             | Balai Sarbini Jakarta                                          |
| 16. Juli 2023    | Mew Suppasit Golden Ticket Event                         | Union Mall Bangkok                                             |
| 1. August 2023   | Mew Suppasit SUMMER VACATION in OSAKA                    | Zepp Namba                                                     |

## Awards
| Jahr | Award                                    | Kategorie                                     | Ergebnis  | Nominierte Arbeit     |  |
| ---- | ---------------------------------------- | --------------------------------------------- | --------- | --------------------- |  |
| 2020 | Line TV Awards 2020                      | Best Kiss Scene                               | Gewonnen  | TharnType The Series  |  |
| 2020 | Kazz Awards 2020                         | Male Teenager of the year                     | Gewonnen  | TharnType: The Series |  |
| 2020 | Kazz Awards 2020                         | Best Couple of the year                       | Nominiert | TharnType: The Series |  |
| 2020 | Kazz Awards 2020                         | Best scene                                    | Gewonnen  | TharnType: The Series |  |
| 2020 | Howe Awards 2019                         | Best Couple                                   | Gewonnen  | TharnType The Series  |  |
| 2020 | Thai Crazy Awards 2020                   | Best Couple                                   | Gewonnen  | TharnType The Series  |  |
| 2020 | Maya Awards 2020                         | Best Couple                                   | Gewonnen  | TharnType: The Series |  |
| 2020 | Maya Awards 2020                         | Male Star                                     | Gewonnen  | TharnType: The Series |  |
| 2020 | Shopee Live Mega Festival 2020           | Best Couple                                   | Gewonnen  |                       |  |
| 2020 | Vogue Beauty Readers' Choice Awards 2020 | Fresh Face of 2020                            | Gewonnen  |                       |  |
| 2020 | Zoomdara Awards & Showcase 2020          | Zoomdara of the Year Award, People’s Favorite | Gewonnen  |                       |  |
| 2020 | True Insider                             | Best of the Year 2020                         | Gewonnen  |                       |  |
| 2021 | Thairath_Ent                             | Best Couple of the Year                       | Gewonnen  |                       |  |
| 2021 | T-Pop Stage                              | Music of the Week (Week 1)                    | Gewonnen  | Good Day              |  |
| 2021 | T-Pop Stage                              | Music of the Week (Week 2)                    | Gewonnen  | Good Day              |  |
| 2021 | T-Pop Stage                              | Music of the Week (Week 6)                    | Gewonnen  | Thanos                |  |
| 2021 | T-Pop Stage                              | Music of the Week (Week 20)                   | Gewonnen  | Summer Fireworks      |  |
| 2021 | T-Pop Stage                              | Music of the Week (Week 21)                   | Gewonnen  | Summer Fireworks      |  |
| 2021 | JOOX Thailand Music Awards               | Top Social Artist of the Year                 | Nominiert |                       |  |
| 2021 | T-POP Stage Show                         | Music of the Week (Week 9)                    | Gewonnen  | SPACEMAN              |  |
| 2021 | Howe Awards 2020                         | New Generation Award                          | Gewonnen  |                       |  |
| 2021 | Howe Awards 2020                         | Best Male Singer                              | Gewonnen  |                       |  |
| 2021 | Maya Awards 2021                         | People's Choice Solo Artist                   | Gewonnen  |                       |  |
| 022  | Thailand Zocial Awards 2022              | Best Male Artist                              | Nominiert |                       |  |
| 022  | Zoomdara Awards 2021                     | Best Solo Artist of the Year                  | Gewonnen  |                       |  |
| 022  | 18th Kom Chad Luek Awards                | Popular Thai International Singer             | Nominiert |                       |  |
| 022  | 18th Kom Chad Luek Awards                | Popular Actor                                 | Nominiert |                       |  |
| 022  | JOOX Thailand Music Awards 2022          | Top Social Artist of the Year                 | Nominiert |                       |  |
| 022  | The Guitar Mag Awards 2021               | New Wave of the Year                          | Nominiert |                       |  |
| 022  | The Wall Song Thailand                   | Duet of the Year                              | Gewonnen  |                       |  |
| 022  | Maya Entertain Awards 2022               | Hot Star of the Year                          | Gewonnen  |                       |  |
| 022  | Kazz Awards 2022                         | Popular Male Artist                           | Gewonnen  |                       |  |
| 022  | GQ Men of the Year Awards 2022           | Top Trender                                   | Gewonnen  |                       |  |
| 2023 | Asia Top Awards 2023                     | Best Actor (Series)                           | Gewonnen  | Love Me Again         |  |